# 4236 Lidov
4236 Lidov (1979 FV1) là một tiểu hành tinh nằm phía ngoài của vành đai chính được phát hiện ngày 23 tháng 3 năm 1979 bởi N. S. Chernykh ở Nauchnyj. Nó được đặt theo tên a Soviet space scientist Mikhail Lidov.